# Кейн, Патрик
Па́трик Ти́моти Кейн II (англ. Patrick Timothy Kane II; род. 19 ноября 1988, Буффало, Нью-Йорк) — американский хоккеист, правый нападающий клуба НХЛ «Детройт Ред Уингз». Трёхкратный обладатель Кубка Стэнли (2010, 2013, 2015) в составе «Чикаго Блэкхокс», серебряный призёр Олимпийских игр 2010 года в составе сборной США. Первый в истории уроженец США, получивший «Харт Трофи», и первый американец, ставший лучшим бомбардиром регулярного чемпионата НХЛ и выигравший «Арт Росс Трофи» (106 очков в сезоне 2015/16). В 2017 году включён в список 100 величайших игроков НХЛ по версии самой лиги. Занимает 4-е место среди всех действующих игроков НХЛ по набранным очкам за карьеру (после Сидни Кросби, Александра Овечкина и Евгения Малкина) и входит в топ-40 в истории лиги.

## Биография

### Ранняя карьера
Был выбран на драфте OHL в 2004 году клубом «Лондон Найтс», но не играл за него до сезона 2006/07. Перейдя же в команду официально, набрал за сезон 145 очков. Был признан лучшим новичком сезона OHL и лучшим дебютантом года Канадской хоккейной лиги.

### Карьера в НХЛ

#### Чикаго Блэкхокс

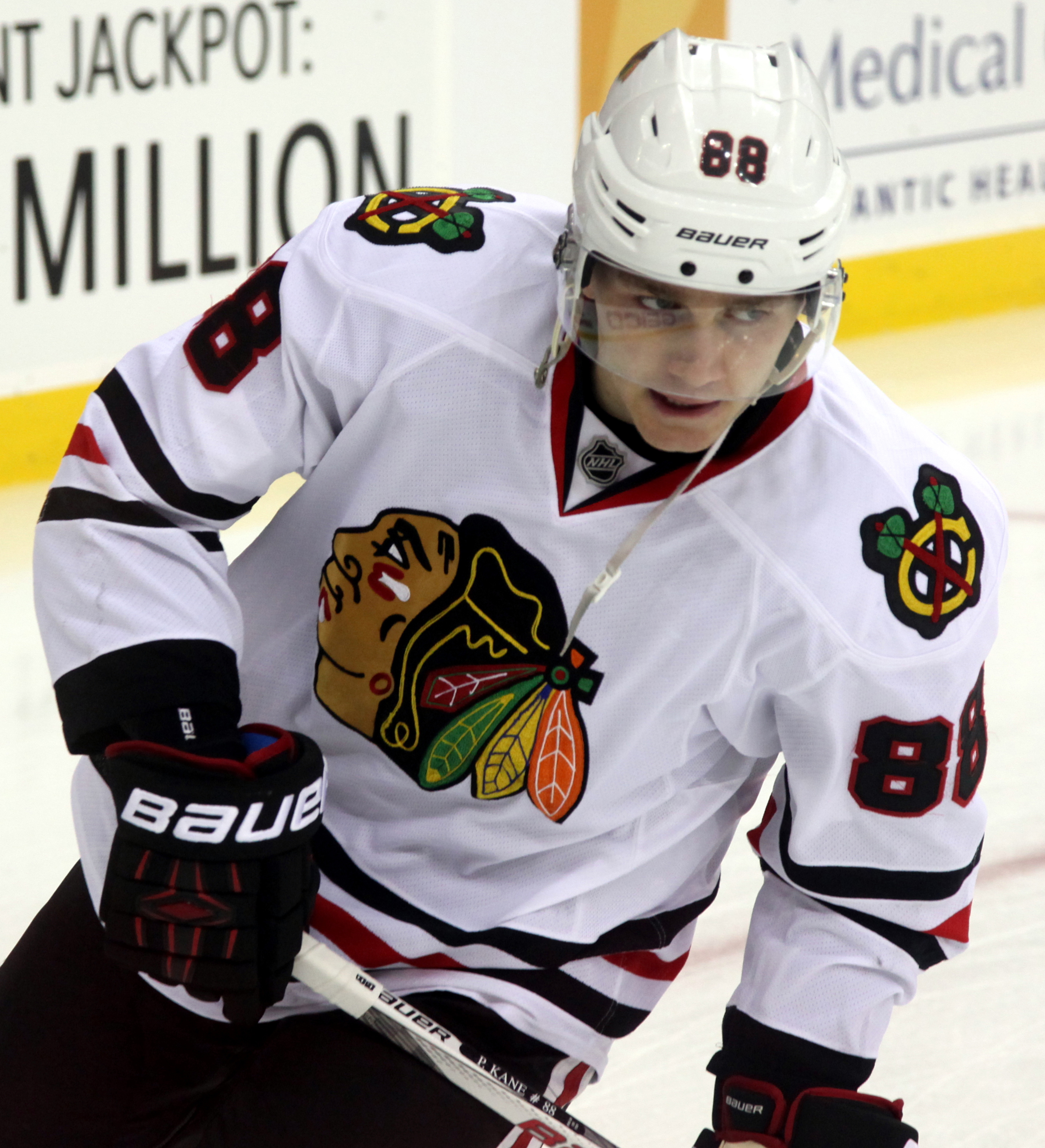
Кейн в «Чикаго» в 2014 году

25 июля 2007 года главный менеджер клуба «Чикаго Блэкхокс» Дэйл Тэллон объявил, что «Чикаго» подписал с Кейном трёхлетний контракт новичка. Кейн дебютировал в НХЛ 4 октября 2007 года в матче против «Миннесоты Уайлд», а забил первый гол (буллит) и отдал первую голевую передачу матчем позже, в игре против «Детройт Ред Уингз». 19 октября забил первый гол в основное время матча, обыграв голкипера «Колорадо Эвеланш» Жозе Теодора.
В конце октября 2012 года на время локаута в НХЛ присоединился к швейцарскому клубу «Биль».
В 2009 году подписал с «Чикаго» сроком на 5 лет, на сумму $31,5 млн. Выиграв за эти 5 лет три Кубка Стэнли, летом 2015 продлил контракт на 8 лет, на сумму $84 млн. В первом же сезоне после продления контракта установил персональный рекорд по набранным очкам (106), голам (46) и передачам (60), первым среди всех американцев выиграв «Арт Росс Трофи». В конце 2015 года провёл 26 матчей подряд, в которых набирал как минимум 1 очко и стал рекордсменом по продолжительности результативной серии в НХЛ среди американских игроков. В сезоне 2015/16 впервые в карьере набрал более 100 очков — 106 (46+60) в 82 матчах. 46 шайб стали личным рекордом для Кейна.
В сезоне 2018/19 установил личный рекорд по набранным очкам за сезон — 110 (44+66).
19 января 2020 года в матче против «Виннипег Джетс» набрал 1000-е очко в регулярных сезонах НХЛ. Кейн стал 90-м хоккеистом в истории, достигшим этой отметки.
25 февраля 2022 года сделал свой 10-й хет-трик в НХЛ (в том числе 8-й в регулярных сезонах) в игре против «Нью-Джерси Девилз» (8:5, последнюю шайбу забросил в пустые ворота).
3 декабря 2022 года Кейн набрал 3 очка (1+2) в игре против «Рейнджерс» (5:2) и стал 50-м хоккеистом в истории, достигшим отметки 1200 очков в регулярных сезонах НХЛ.

#### Нью-Йорк Рейнджерс

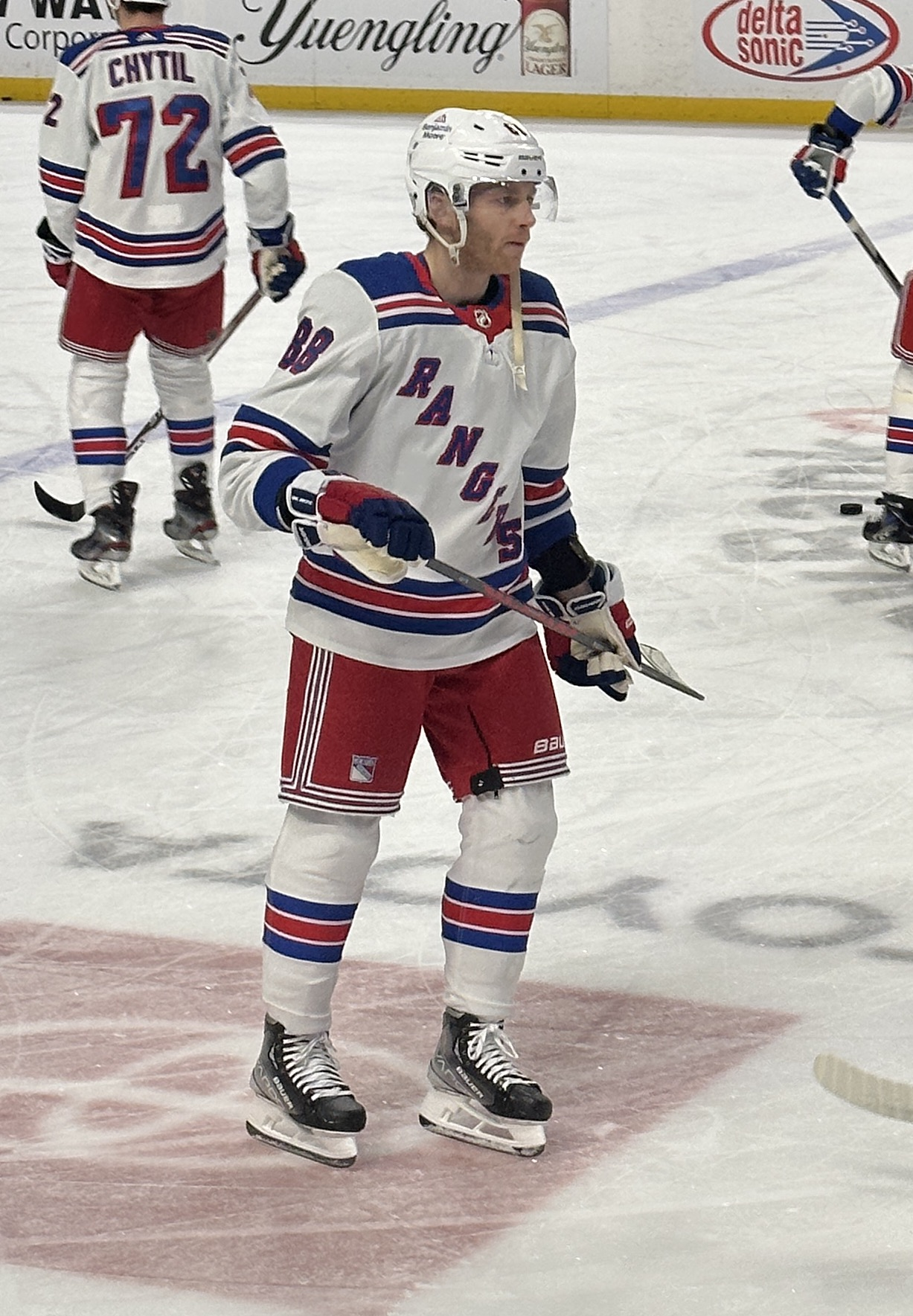
Кейн в «Рейнджерс» в марте 2023 года

28 февраля 2023 года был обменян в «Нью-Йорк Рейнджерс». В сделке также принял участие клуб «Аризона Койотис», который взял на себя 25 % зарплаты Кейна, чей кэпхит составляет $10,5 млн. За «Рейнджерс» сыграл 19 матчей и набрал 12 очков (5+7). В плей-офф в 7 матчах набрал 6 очков (1+5).

#### Детройт Ред Уингз
29 ноября 2023 года подписал однолетний контракт с «Детройт Ред Уингз» с кэпхитом $2,75 млн. 7 декабря 2023 года дебютировал в составе «Ред Уингз» в игре против «Сан-Хосе» (5:6 ОТ). 29 декабря набрал своё 1250-е очко в НХЛ, став 41-м хоккеистом, достигшим этой отметки. 19 февраля 2024 года сделал свою 800-ю передачу в регулярных сезонах НХЛ. С 10 по 29 февраля 2024 года набирал очки в 10 матчах подряд. По ходу сезона вошёл в топ-40 лучших бомбардиров в истории НХЛ. 
29 декабря 2024 года набрал 2 очка (1+1) в игре против «Кэпиталз» (4:2) и стал 37-м хоккеистом в истории НХЛ, набравшим 1300 очков за карьеру. 14 апреля 2025 года стал 75-м хоккеистом в истории НХЛ, сыгравшим 1300 матчей в регулярных сезонах.

## Вне льда

### Обвинения в нападении и ограблении
9 августа 2009 года Патрик Кейн и его двоюродный брат, Джеймс были арестованы в городе Буффало. В полицейском отчете указывалось, что в 5:00 утра 9 августа задержаны по подозрению в причинении физической силы по отношению к водителю такси Яну Радецки. Как утверждается, инцидент возник из-за того, что водитель запер задние двери салона такси, в котором находился Кейн, и объявил, что у него нет сдачи, которая составляла 20 центов. Патрику Кейну были предъявлены обвинения в умышленном причинении вреда, ограблении и неоплате услуг. Кейн заявил о своей невиновности.
17 августа Патрик Кейн выступил с заявлением, в котором указывалось, что произошло недоразумение и, по его словам, он «оказался в ненужном месте в ненужное время». В своей речи он извинился перед болельщиками, командой «Чикаго Блэкхокс» и семьей, но не перед водителем такси. 19 августа Патрик и Джеймс Кейны предстали перед судом присяжных. Большинство обвинений были сняты, однако в силе оставались обвинения в воровстве, административном правонарушении (misdemeanor assault) и оскорблении. Патрик и Джеймс Кейн повторно заявили о своей невиновности на следующий день.
27 августа 2009 Патрик и Джеймс Кейн были признаны виновными в нарушении общественного порядка, и им было предписано принести извинения водителю.

### Подозрения в изнасиловании
6 августа 2015 года в СМИ появилась информация, что полиция города Гамбург, штат Нью-Йорк, проводит расследование в отношении хоккеиста Патрика Кейна по подозрению в изнасиловании. Однако после проведённого расследования прокуратура отказалась предъявлять обвинения хоккеисту.

### Компьютерная индустрия
Патрик Кейн появился на обложке хоккейного симулятора EA SPORTS NHL 10. Он стал третьим американцем, получившим такой знак признания от игровой индустрии, — до него на обложке появлялось лицо вратаря «Флорида Пантерс» Джона Ванбисбрука и центрального нападающего Райана Кеслера, когда он выступал за Ванкувер Кэнакс.
Первоначально должен был появиться на обложке игры NHL 16, вместе со своим одноклубником Джонатаном Тэйвзом. Но из-за проводимого против него расследования по подозрению в изнасиловании компания Electronic Arts приняла решение убрать изображение Кейна с обложки игры.

## Награды и достижения
| Награда                                                         | Год                                                  |
| --------------------------------------------------------------- | ---------------------------------------------------- |
| Победитель юниорского чемпионата мира                           | 2006                                                 |
| Лучший бомбардир юниорского чемпионата мира                     | 2006                                                 |
| Символическая сборная юниорского чемпионата мира                | 2006                                                 |
| Сборная новичков Хоккейной лиги Онтарио                         | 2007                                                 |
| Первая сборная всех звёзд Хоккейной лиги Онтарио                | 2007                                                 |
| Лучший новичок Хоккейной лиги Онтарио                           | 2007                                                 |
| Лучший новичок Канадской хоккейной лиги                         | 2007                                                 |
| Лучший бомбардир Канадской хоккейной лиги                       | 2007                                                 |
| Лучший бомбардир Хоккейной лиги Онтарио                         | 2007                                                 |
| Лучший бомбардир Хоккейной лиги Онтарио среди правых нападающих | 2007                                                 |
| Бронзовый призёр молодёжного чемпионата мира                    | 2007                                                 |
| Символическая сборная молодёжного чемпионата мира               | 2007                                                 |
| Лучший драфт-проспект Канадской хоккейной лиги                  | 2008                                                 |
| Сборная новичков НХЛ                                            | 2008                                                 |
| Колдер Трофи                                                    | 2008                                                 |
| Серебряный призёр Зимних Олимпийских игр                        | 2010                                                 |
| Обладатель Кубка Стэнли (3)                                     | 2010, 2013, 2015                                     |
| Первая сборная всех звёзд НХЛ (3)                               | 2010, 2016, 2017                                     |
| Вторая сборная всех звёзд НХЛ                                   | 2019                                                 |
| Конн Смайт Трофи (самый ценный игрок плей-офф)                  | 2013                                                 |
| Арт Росс Трофи                                                  | 2016                                                 |
| Тед Линдсей Эворд                                               | 2016                                                 |
| Харт Трофи                                                      | 2016                                                 |
| Участник матча всех звёзд НХЛ (9)                               | 2009, 2011, 2012, 2015, 2016, 2017, 2018, 2019, 2020 |
| Бронзовый призёр чемпионата мира                                | 2018                                                 |
| Самый ценный игрок чемпионата мира                              | 2018                                                 |
| Лучший нападающий чемпионата мира                               | 2018                                                 |
| Символическая сборная чемпионата мира                           | 2018                                                 |
| Лучший бомбардир чемпионата мира                                | 2018                                                 |

## Статистика
| Легенда | Легенда                    | Легенда | Легенда                   | Легенда | Легенда    |
| ------- | -------------------------- | ------- | ------------------------- | ------- | ---------- |
| И       | Количество проведённых игр | Штр     | Штрафное время            | +/−     | Плюс-минус |
| Г       | Голы                       | П       | Голевые передачи          | О       | Очки       |
| -       | Статистика неизвестна      | —       | Статистика не учитывалась |         |            |